# Kulubnarti
Kulubnarti es una isla en el Nilo en el norte de Sudán, que ha estado habitada desde la época del imperio cristiano de Makuria alrededor de 1100 DC hasta la actualidad.
Kulubnarti ("isla de Kulb") se encuentra a unos 120 kilómetros al suroeste en una línea recta desde Wadi Halfa y justo al norte de las  Cataratas Dal.